# InterNIC
InterNIC, известный до 1993 года как Сетевой информационный центр (NIC), был организацией, в основном ответственной за распределение доменных имен в системе доменных имен (DNS) и службы каталогов X.500. С момента своего создания в 1972 году и до 1 октября 1991 года он управлялся Стэнфордским исследовательским институтом, ныне известным как SRI International, и возглавлялся Джейком Файнлером. С октября 1991 года по 18 сентября 1998 года им управляла компания Network Solutions. После этого ответственность взяла на себя Интернет-корпорация по присвоению имен и номеров (ICANN).
Доступ к нему осуществлялся через internic.net , а электронная почта, FTP и Всемирная паутина в разное время управлялись компаниями SRI, Network Solutions, Inc. и AT&T. Этот веб-сайт по-прежнему активен, управляется ICANN и в настоящее время содержит справочные документы и информацию, связанные с регистрацией доменов. InterNIC также координировала пространство IP-адресов, включая управление IP-адресами в Северной Америке до создания ARIN. InterNIC является зарегистрированным знаком обслуживания Министерства торговли США. Лицензия на использование этого термина передана Интернет-корпорации по присвоению имен и номеров (ICANN).

## SRI
Первым центральным органом, координировавшим работу сети, был Сетевой информационный центр (NIC). NIC базировался в лаборатории Дуга Энгельбарта, Исследовательском центре аугментации, в Стэнфордском научно-исследовательском институте (ныне SRI International) в Менло-Парке, штат Калифорния..
В 1972 году Элизабет Файнлер, более известная как Джейк, получила должность главного исследователя в этом проекте.
Администрация адресного пространства Интернета (IANA) присвоила номера, в то время как сетевая карта опубликовала их для остальной части сети. Джон Постел исполнял обязанности менеджера IANA, в дополнение к своей роли редактора RFC, до своей смерти в 1998 году.
NIC предоставлял справочные услуги пользователям (первоначально по телефону и обычной почте), поддерживал и публиковал справочник людей («белые страницы»), справочник ресурсов («желтые страницы», список услуг) и справочник по протоколу. После того, как Центр управления сетью в Bolt, Бернек и Ньюман добавили в сеть новые хосты, зарегистрировали имена сетевых карт, обеспечили контроль доступа к терминалам, контрольный журнал и информацию о выставлении счетов, а также распространили запрос комментариев (RFC).  Файнлер, работая со Стивом Крокером (Steve Crocker), Джоном Постелом (Jon Postel), Джойсом Рейнольдсом (Joyce Reynolds) и другими членами Network Working Group (NWG), превратил RFC в официальный набор технических заметок для ARPANET, а затем и для Интернета. NIC предоставил первые ссылки на онлайн-документы с помощью системы NLS Journal, разработанной в Исследовательском центре аугментации SRI.
В ARPANET хостам были присвоены имена, которые будут использоваться вместо числовых адресов. Владельцы новых хостов отправили электронное письмо в HOSTSMASTER@SRI-NIC. ARPA для запроса адреса. Файл с именем HOSTS.TXT распространялся сетевым адаптером и вручную устанавливался на каждом узле сети, чтобы обеспечить сопоставление между этими именами и соответствующими им сетевыми адресами. По мере роста сети она становилась все более громоздкой. Техническим решением стала система доменных имен, разработанная Полом Мокапетрисом.
Информационный центр сети сети передачи данных Министерства обороны США (DDN-NIC) в SRI обслуживал все регистрационные услуги, включая домены верхнего уровня mil, gov, edu, org, net, com и us. DDN-NIC также выполняла администрирование корневых серверов имен и присвоение номеров Интернета по контракту с Министерством обороны США, начиная с 1984 года.

## Сетевые решения
В 1990 году Совет по деятельности в области Интернета предложил внести изменения в централизованную структуру NIC/IANA.  Агентство оборонных информационных систем (DISA) поручило администрирование и обслуживание DDN-NIC, который управлялся SRI с 1972 года, компании Government Systems, Inc (GSI), которая передала его на субподряд небольшой частной фирме Network Solutions.
1 октября 1991 года службы сетевых карт были перенесены с компьютера DECSYSTEM-20 в SRI на сервер Sun Microsystems SPARCserver под управлением SunOS 4.1 в GSI в Шантийи, штат Вирджиния.
К 1990-м годам большая часть роста Интернета происходила в необоронном секторе, и даже за пределами Соединенных Штатов.  Таким образом, Министерство обороны США больше не будет финансировать регистрационные услуги за пределами домена mil.
Национальный научный фонд начал конкурсный процесс в 1992 году; Впоследствии, в 1993 году, NSF создал Сетевой информационный центр Интернета, известный как InterNIC, для расширения и координации служб каталогов и баз данных, а также информационных услуг для NSFNET; а также предоставлять услуги по регистрации для невоенных участников Интернета.  NSF заключил контракт на управление InterNIC с тремя организациями; Network Solutions предоставляла услуги регистрации, AT&T предоставляла услуги каталогов и баз данных, а General Atomics предоставляла информационные услуги.  General Atomics была дисквалифицирована из контракта в декабре 1994 года после того, как проверка показала, что их услуги не соответствуют стандартам контракта.  Функции InterNIC General Atomics были взяты на себя AT&T.

### Неприемлемые доменные имена
Смотрите также: Проблема Сканторпа
Начиная с 1996 года, Network Solutions отклоняла доменные имена, содержащие слова на английском языке, из «списка запрещенных» с помощью автоматического фильтра. Заявители, чьи доменные имена были отклонены, получили электронное письмо, содержащее уведомление: «Network Solutions имеет право, основанное на Первой поправке к Конституции США, отказать в регистрации и, таким образом, опубликовать в Интернет-реестре доменных имен слова, которые она сочтет неуместными». Доменные имена, такие как "shitakemushrooms.com", будут отклонены, но доменное имя "shit.com" будет активным, так как оно было зарегистрировано до 1996 года.
В конце концов Network Solutions разрешила доменные имена, содержащие слова, в каждом конкретном случае, после ручной проверки имен на предмет непристойных намерений. Этот фильтр ненормативной лексики никогда не применялся правительством, и его использование не было продолжено ICANN, когда она взяла на себя управление распределением доменных имен среди общественности.

## Передача в ARIN и ICANN
Проект InterNIC включал в себя задачи по назначению IP-номеров в Интернете, присвоению ASN и управлению обратными зонами DNS (in-addr.arpa) до декабря 1997 года, когда был введен в действие Американский реестр интернет-номеров (ARIN). В то время ответственность за выполнение этих задач была передана Национальным научным фондом от проекта InterNIC к ARIN путем модификации соглашения о сотрудничестве с Network Solutions.
31 марта 1998 года компания AT&T прекратила предоставление услуг InterNIC Directory and Database, после того как истек срок действия соглашения о сотрудничестве с NSF.
В 1998 году проект IANA и InterNIC были реорганизованы под контроль Интернет-корпорации по присвоению имен и номеров (ICANN), калифорнийской некоммерческой корпорации, заключившей контракт с Министерством торговли США на управление рядом задач, связанных с интернетом.  Роль по управлению DNS была приватизирована и открыта для конкуренции, в то время как центральное управление распределением имен будет присуждаться на основе контрактного тендера.  В июле 2010 года IAB и Организация нумерации договорились о том, что ICANN должна выполнять задачи по техническому управлению зоной in-addr.arpa, и эта передача ICANN была завершена в феврале 2011 года.